# Peta-Zetas
Peta-Zetas fue un programa de televisión emitido en horario de Late Night por la cadena española Antena 3 en 2008. 

## Formato
Conducido por el actor y showman José Corbacho, el programa, desde la nostalgia, aunque en tono humorístico e irónico, hacía un repaso por los acontecimientos, eventos, objetos, personajes y moda más destacados de las décadas de 1970 y 1980.
Además, junto a un grupo de colaboradores (Enrique del Pozo, Alfredo Díaz, Patricia Pérez y Yolanda Ramos), se entrevistaba a un personaje destacado del momento analizado. Así, por el plató desfilaron Miguel Bosé, Marta Sánchez, los Parchís y Sabrina Salerno.

## Audiencias
| Temporada | Temporada | Episodios | Estreno             | Final                 | Audiencia media | Audiencia media | Audiencia media |
| Temporada | Temporada | Episodios | Estreno             | Final                 | Espectadores    | Cuota           |                 |
| --------- | --------- | --------- | ------------------- | --------------------- | --------------- | --------------- | --------------- |
|           | 1         | 5         | 14 de enero de 2008 | 16 de febrero de 2008 | 728 000         | 11,6%           |                 |

### Primera temporada (2008)
| Temporada 1 |   |                       |                   |
| 1           | 1 | 14 de enero de 2008   | 1 100 000 (14,8%) |
| 2           | 2 | 21 de enero de 2008   | 790 000 (12,6%)   |
| 3           | 3 | 28 de enero de 2008   | 660 000 (10,2%)   |
| 4           | 4 | 9 de febrero de 2008  | 659 000 (9,9%)    |
| 5           | 5 | 16 de febrero de 2008 | 429 000 (10,4%)   |